# Eulophia pileata
Eulophia pileata är en orkidéart som beskrevs av Henry Nicholas Ridley. Eulophia pileata ingår i släktet Eulophia och familjen orkidéer. Inga underarter finns listade i Catalogue of Life.